# Histoire culturelle de l'Ouzbékistan des origines à 1700
L'Histoire culturelle de l'Ouzbékistan des origines à 1700 est l'histoire du développement culturel des peuples vivants ou ayant vécu dans les états qui ont existé sur le territoire de l'actuel Ouzbékistan depuis les origines jusqu'à la fin du XVIIe siècle.

## Culture préhistorique
Le mésolithique commence entre 15 000 ans et 12 000 ans avant le temps présent. C'est à Zaraout-Say, dans la province de Sourkhan-Daria, que se trouvent les premières représentations picturales des beaux-arts d'Ouzbékistan. Il s'agit d'un ravin dans la chaîne de Köýtendag sur les monts Hissar où ont été trouvés des pétroglyphes de l'époque mésolithique et néolithique, jusqu'à des périodes beaucoup plus récentes. Des dessins, tracés à l'ocre, y ont été découverts sur des auvents rocheux, dans des niches et de petites grottes. Les sujets principaux des dessins sont des scènes de chasse avec des chiens de bovinae, de gazelles, de chèvres sauvages et de sangliers.

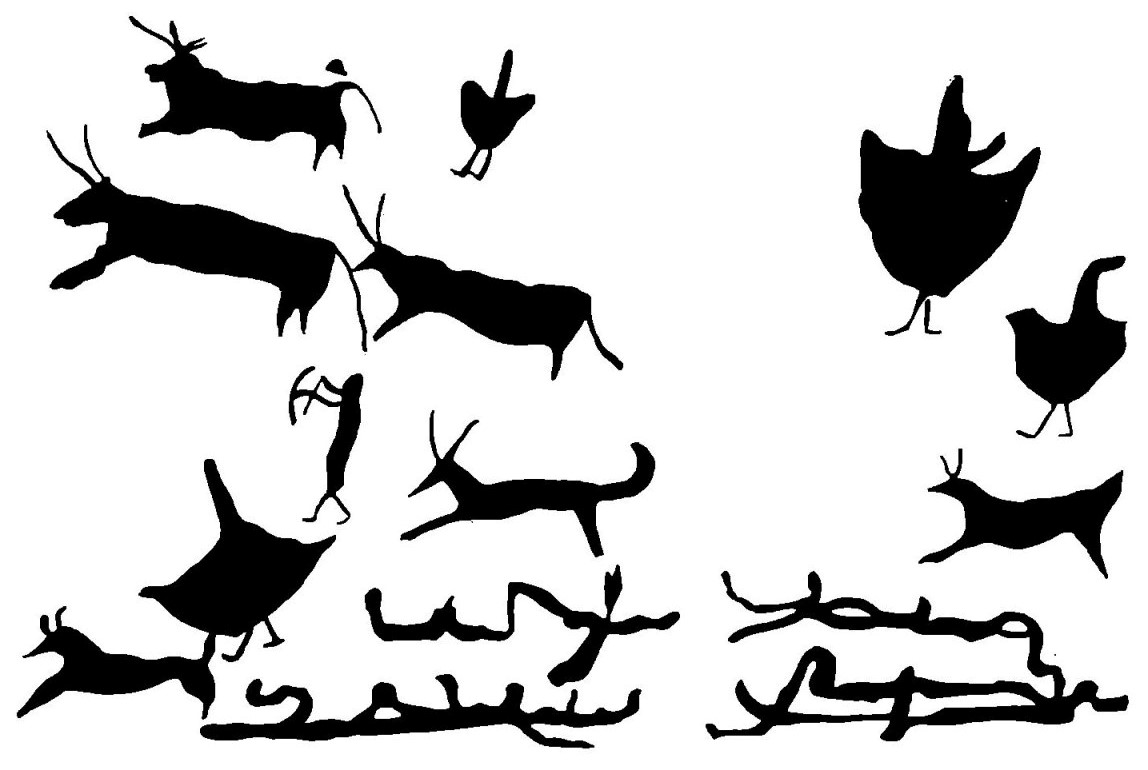
Grotte de Zaraout-Say, peinture rupestre d'Ilansay

D'autres peintures rupestres de l'Ouzbékistan se trouvent dans la province de Samarcande. Des pétroglyphes ont été découverts dans le ravin de la petite rivière d'Ilansay, qui coule depuis le versant nord des monts Karatepa, qui font partie des Monts Zeravchan. Ils se trouvent sur un parcours d'environ 4 à 5 kilomètres de la rivière (à 15-16 km du sud de la ville de Samarcande), principalement sur la rive gauche. Les pétroglyphes sont tracés à la surface des roches en granites et sur des grands bloc et sont orientés d'est en ouest, vers les rayons du soleil.

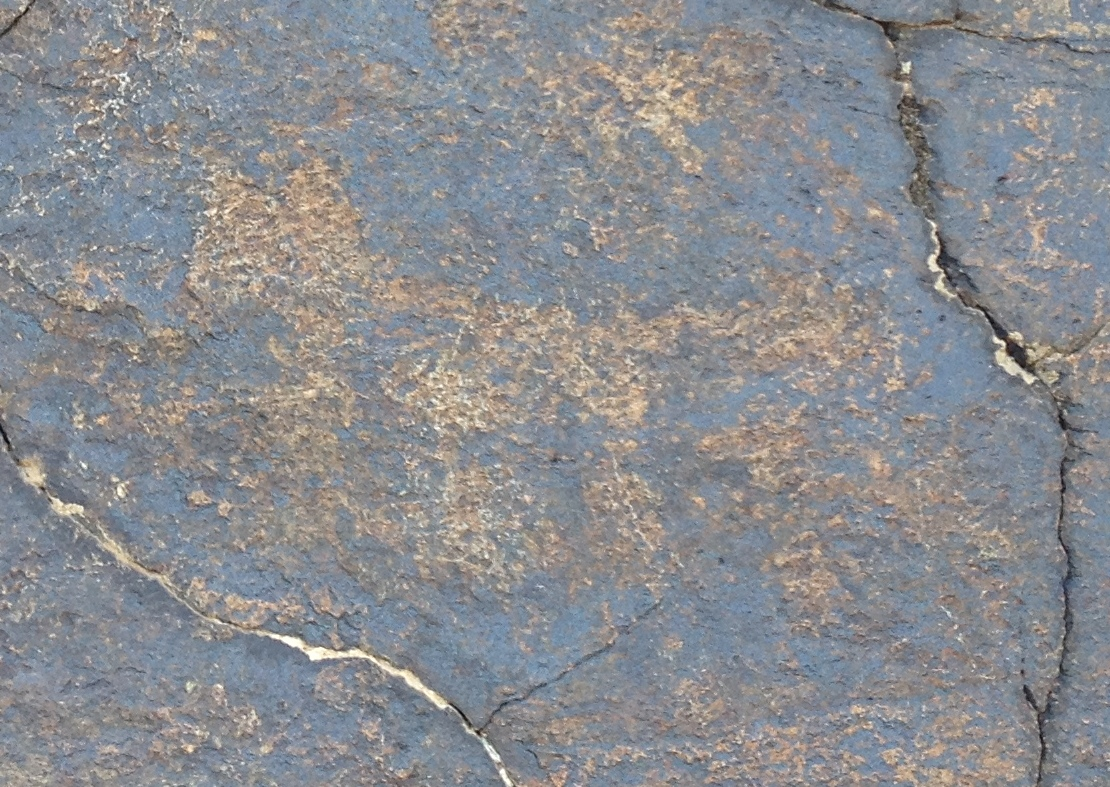
Représentation d'un chien dans le groupe dit de Bouri-Boui, Peinture rupestre d'Ilansay

Se trouvent parmi ces pétroglyphes des représentations d'animaux telles que des chèvres, des brebis, des cerfs, des chevaux, des chameaux, des chiens, des serpents. Mais également des figures humaines (y compris de cavaliers) des mains, différents objets (arme de petit calibre), et encore pour des représentations plus récentes, des lettres en arabe. Les figures les plus nombreuses sont celles des chèvres de montagne, et I. Soukharev observe à ce propos, que l'on ne trouve pas de mammifères de ce genre dans la région environnante et qu'il est probable qu'il n'y en ait jamais eu. Leur présence est à considérer selon cet archéologue comme la manifestation d'un culte. Le travail sur les dessins varie considérablement d'une figure à l'autre : certaines sont réalistes et aux proportions naturelles, d'autre sont schématiques et leur silhouette est réduite à des formes géométriques simples auxquelles il manque l'une ou l'autre partie du corps. Les images les plus anciennes sont les plus artistiques et les plus récentes sont plutôt plus grossières dans leur tracé,.

## Culture de l'époque des anciens États: Bactriane, Khwarezm et Sogdiane

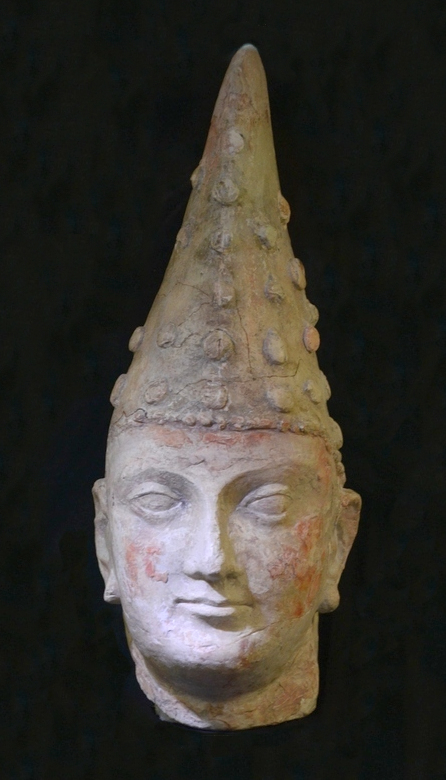
Prince des Kouchans, Dalverzin-tepe, Ier siècle après J.-C, Ouzbékistan, Musée d'Histoire des peuples d'Ouzbékistan

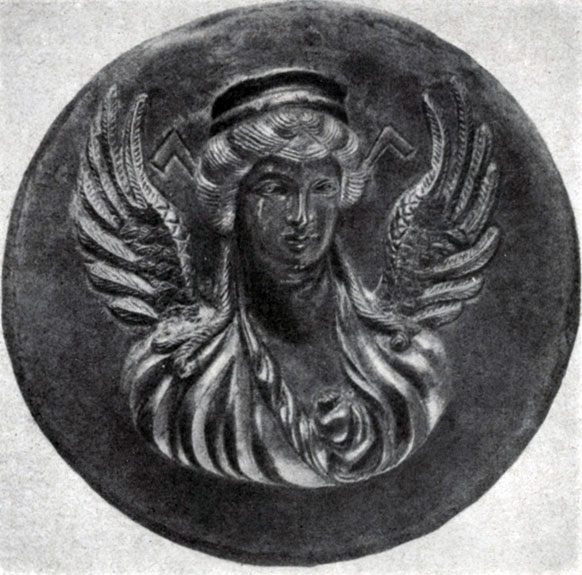
Déesse Khwaninda. Relief bactrien. Argent plaqué or. Diamètre 12 см. Première moitié du IIe siècle Léningrad. Ermitage.

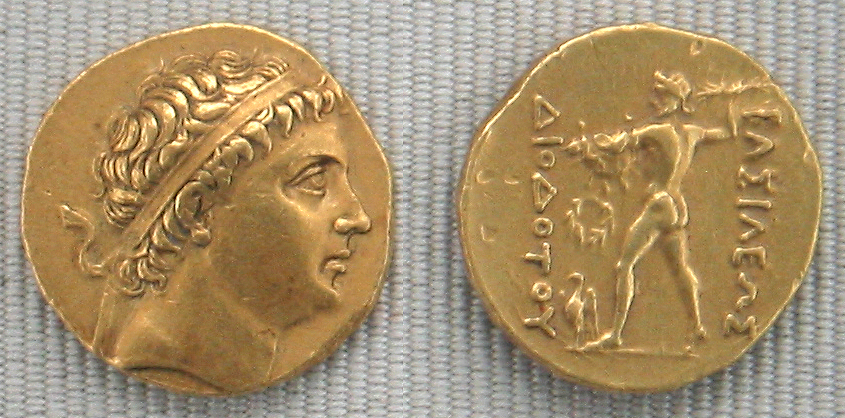
Monnaie d'or de Diodote Ier 245, Inscription en grec ancien :ΒΑΣΙΛΕΩΣ ΔΙΟΔΟΤΟΥ — "Tsar Diodot ". Greco-Bactriane.

Au IVe siècle av. J.-C., l'Empire achéménide tomba sous les coups de l'armée d'Alexandre le Grand. En 329 avant J.-C., Alexandre prend la Bactriane et occupe la capitale de la Sogdiane, Marakanda (actuelle Samarcande). À la tête de la population locale, Spitaménès soulève une rébellion contre les Macédoniens, auquel le royaume de Macédoine, en dépit des mesures de répression, ne parvient pas à faire face jusqu'à ce que Spitaménès soit assassiné par des nomades en 328 avant J.-C. Pour consolider son pouvoir en Sogdiane, Alexandre construit de nouvelles villes et restaure les anciennes, les peuplant d'une population mixte gréco-sogdienne.
Au Ve siècle av. J.-C., au Khwarezm, sur base de l'alphabet araméen l'écriture khorezmienne a été développée. Sur le site de l'ancienne cité de Toprak-kala les archéologues ont découvert des vestiges d'archives en langue khorezmienne. Cette écriture a été utilisée jusqu'au VIIIe siècle. La religion principale des anciens Khorezmiens était le zoroastrisme. Lors de recherches archéologiques sur les monuments de l'ancienne Khorezm, un ossuaire a été découvert contenant des boites en argile pour inhumer des personnes décédées.
Au cours des siècles suivants, Khorezm a connu son apogée : les systèmes d'irrigation se sont développés, de nouvelles villes ont été construites (Bazar-kala et Djanbas-kala), les centres de culte, l'art et l'artisanat se sont développés. Au IIe siècle av. J.-C. la région est tombée sous l'autorité suprême de l'état nomade de Kangju.

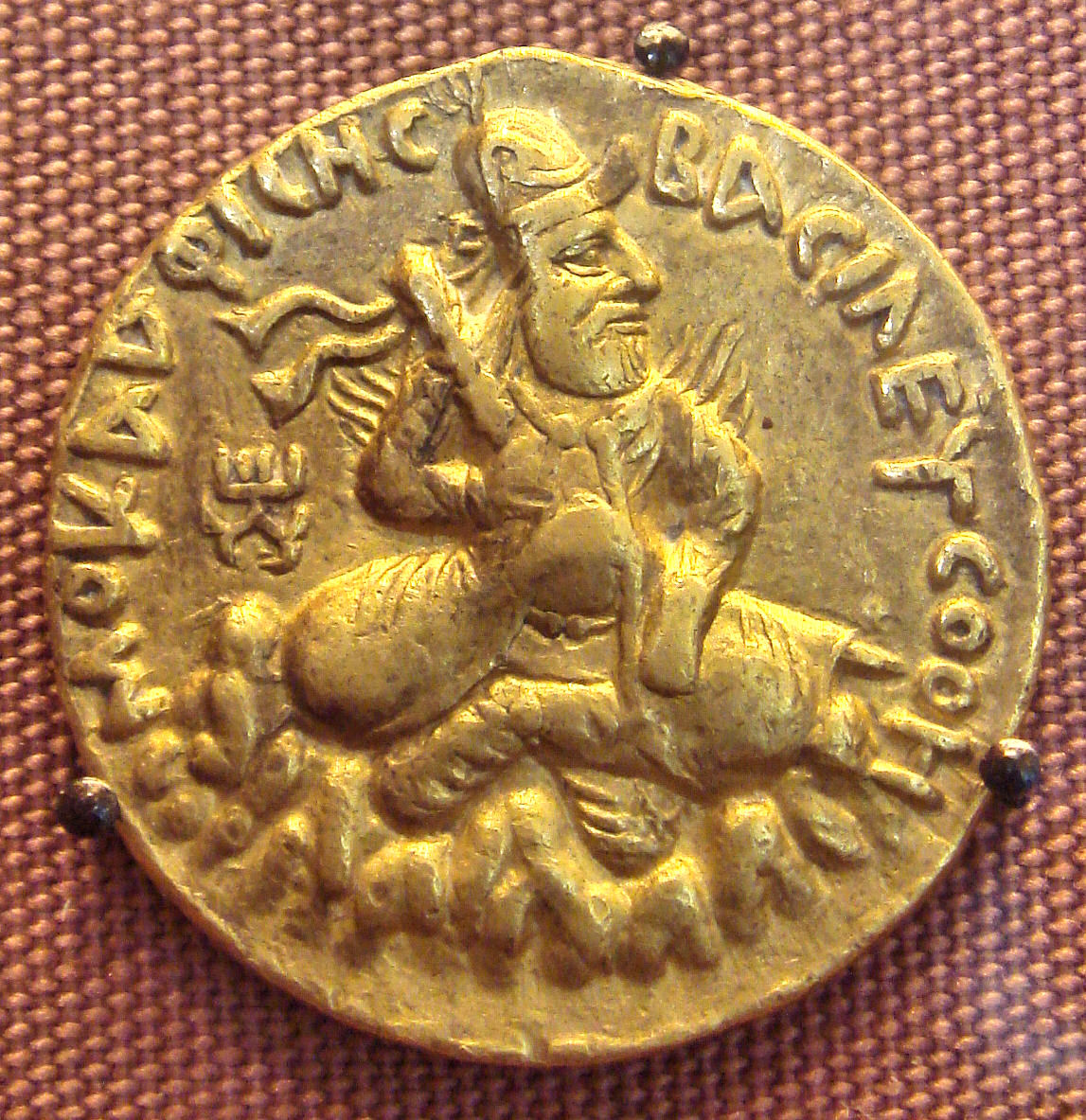
Pièce de monnaie du souverain kouchan Vima Kadfiz. British Museum.

La Sogdiane, après la mort en 323 avant J.-C. d'Alexandre le Grand est tombée sous la domination des Séleucides, fondée par une de ses chefs de guerre Seleucos Ier, époux de Apama, la fille de Spitaménès. En 250 avant J.-C., le royaume gréco-bactrien devient indépendant des Séleucides. À cette époque la Bactriane s'épanouit durant l'époque hellénistique. L'agriculture, l'horticulture et la viticulture ont été améliorées. Sur le territoire de Fergana, le riz, le blé, la vigne, la luzerne sont cultivés.
Au cours des décennies suivantes, la Sogdiane est conquise par la tribu nomade de Yuezhi, dont l'immense empire kouchan comprenait l'Asie centrale du sud, une partie de l'actuel Afghanistan et le nord de l'Inde. Son roi Kanishka adopte le bouddhisme. Du Ier au IIIe siècle les villes d'Asie centrale sont devenues des centres de la vie administrative, d'artisanat et de commerce. Au travers des territoires de l'Ouzbékistan et de la principauté de Fergana s'étend une des principales routes, la grande route de la soie.
Le Khorezm est gouverné par sa propre dynastie, avec comme centre la ville de Toprak-kala, puis de Beruniy (Kath). La population professe la forme locale du zoroastrisme, mais on y trouve aussi des bouddhistes et des chrétiens. Les marchands de Sogdiane étaient actifs en Chine et en Inde.

## Développement culturel au début du Moyen Âge
Les nombreuses découvertes d'archéologues soviétiques sur son territoire, témoignent du haut niveau de la culture en Sogdiane (Afrassiab, Pendjikent, Varakhcha, Kalan-Myr et d'autres.) 
Les constructions et les fortifications en adobe de la forteresse d'Afrassiab (fondée pendant le VIIIe – VIIe siècles av. J.-C.), de Kyzyk-Kyra et de Tali-Barzy (premier siècle de notre ère) donnent une idée du niveau de l'architecture de la Sogdiane. Les pièces en terre cuite sont d'un art délicat (IIIe — Ier siècles av. J.-C.) et témoignent du niveau des beaux-arts et de la pénétration des principes artistiques hellénistiques ; d'autres démontrent l'apparition d'un type local, caractérisé par le souci de transmettre les traits ethniques spécifiques et par leur hiératisme.
La religion principale était le zoroastrisme, mais Sogdiane était tolérante à l'égard des autres croyances présentes dans sa société : le bouddhisme, le manichéisme, le nestorianisme.
Comme le souligne S. G. Kliashtorny, trois divinités sont mentionnées sur les monuments anciens de l'Orkhon : Tengri, Ymay et Ydouk-Sou. L'historienne I. S. Stebleva propose de placer ces divinités dans l'ordre de préséance suivant : au sommet Tengri, puis Umay et Ydouk-Sou, et enfin le culte des ancêtres. S. G. Kliashtorny écrit que seule la première place de Tengri dans ce panthéon est prouvée.

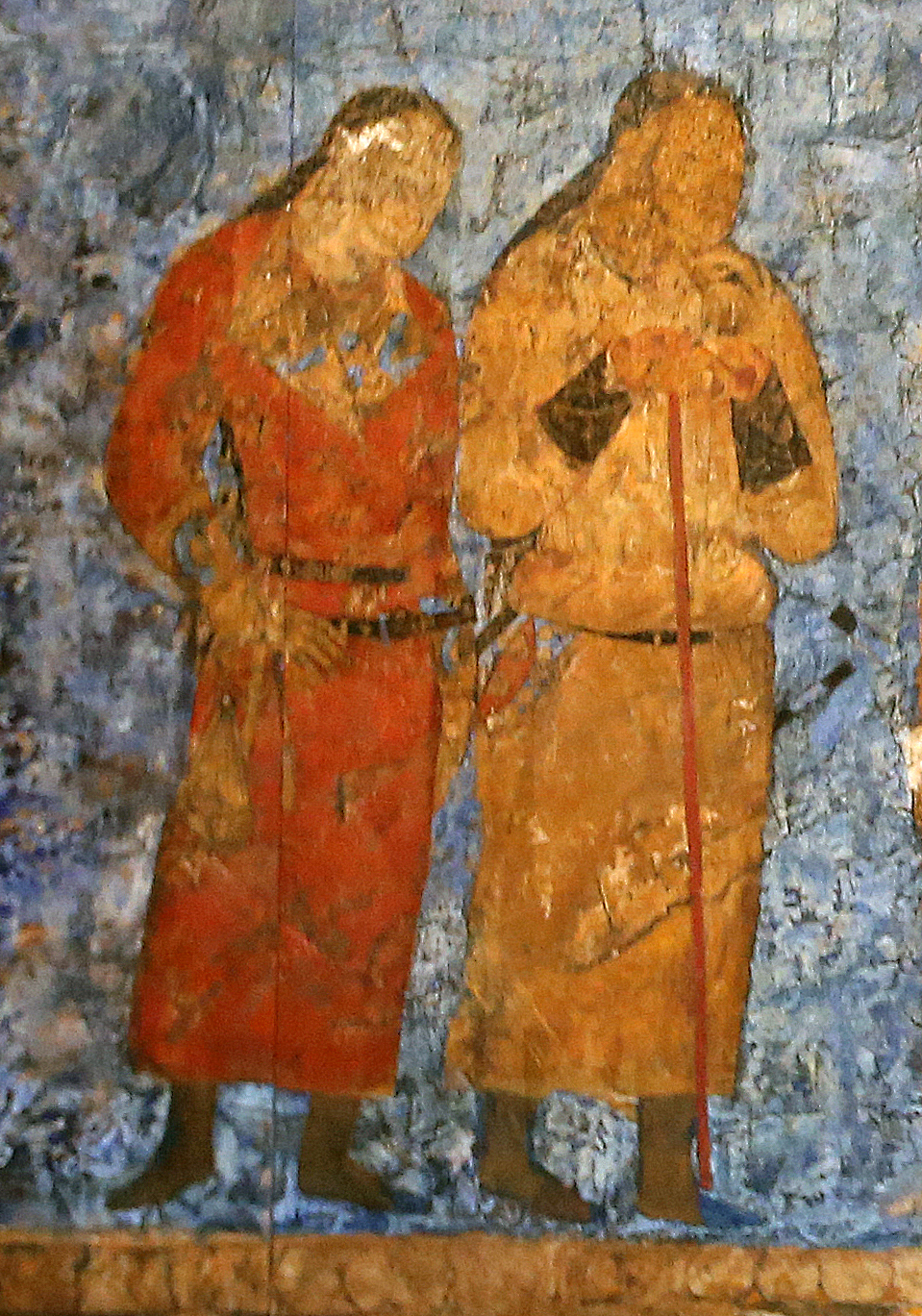
Fonctionnaires turcs dans la peinture d'Afrassiab, Samaracande, anno 650

De nombreux chercheurs se penchent sur le fait que les vues des premiers turcs étaient trichotomiques, c'est-à-dire qu'ils divisaient le macrocosme en monde inférieur, moyen et supérieur,,.
L'un des signes visible de la culture turque était le balbal, un petit pilier de pierre parfois travaillé. Dans le khaganat turc, les balbals étaient placés devant une sculpture en pierre représentant le visage d'un homme. Le nombre de balbals soulignait l'importance et l'autorité du défunt. Pour Bilge Kaghan et Kiul Tegin (en) la longueur des alignements de balbals atteignait 2-3 km. Les balbals reprenaient parfois le nom des ennemis vaincus.
L'écriture turque ancienne (orkhono-enisseï) est un système d'écriture, utilisé dans l'Asie centrale aux VIIIe – Xe siècles de notre ère. C'est la langue standard, la koinè de cette époque,,,,, que l'on appelle aussi vieux turc. Ces monuments épigraphiques de vieux turc ne sont conservés qu'en petit nombre au Turkestan oriental), et ont été créés dans les oblasts de l'Asie centrale dans lesquels durant le haut Moyen Âge se trouvaient des institutions turques occidentales et orientales, tels les türgeshs, les karlouks, le khaganat ouïgour.
Le poète, écrivain, historien turc Yollig-tegin (en) (fin VIIe - début VIIIe siècle.) est l'auteur de souvenirs en l'honneur des khagans Kioul-tegine, Bilge-kaghan, Koultoug Ilteres-kaghan. Les inscriptions relataient le niveau culturel des turcs, celui de leur littérature, de leurs connaissances historiques. Certains textes sont conservés sur des supports métalliques, sur de la vaisselle, sur la brique, du cuir, du parchemin.

## Développement de la culture à l'époque de la Renaissance musulmane (IXe-XIIIesiècle.)
L'encyclopédiste Mukhammad ibn Moussa al-Khorezm a écrit le premier l'histoire de l'Asie centrale dans un essai sur l'histoire du monde. Malheureusement seuls certains extraits de son ouvrage Livre d'histoire (Kitab at-ta'rikh) ont été conservés. Ces extraits permettent toutefois de constater que son histoire est écrite sous forme de chroniques, d'annales. Il donne des informations sur la naissance d'Alexandre le grand. Également, sur la date de naissance de Mohammed, fondateur de l'islam, sur le début de son activité prophétique, sur sa mort et les débuts du calife Abou Bekre. Sur les années 631-653, il rend compte de la conquête de la Syrie, de l'Irak, de l'Iran, de la Transoxiane par les Arabes. Son livre a été achevé vers 830.
L'ethnographe Al-Biruni (973—1048) cite dans ses œuvres les noms des mois turcs et des herbes médicinales turques utilisées par la population d'origine turque du Khorezm, au début du XIe siècle. Dans son livre Monuments des générations anciennes, écrit vers l'an 1000, en Khorezm, donne aussi le nom turc des animaux de Khorezm : panthère, fouine, élan…
Le fondateur du khaganat Qarakhanide occidental, fut Ibrakhim Tamgatch-khan (en) (1040—1068). Il est le premier à faire construire sur ses fonds une médersa à Samarcande et à soutenir le développement de la culture dans la région. Dans la médersa est créé un hôpital public et des cours de médecine de niveau assez élevé. Un dispensaire permettait de soigner les patients sans qu'il soit nécessaire de les admettre dans l'hôpital.
Au Xe siècle, dans l'état des Qarakhanides, une langue littéraire poursuivait les traditions des anciens textes écrits turcs. La langue officielle des Qarakhanides au XXe siècle était basée sur le système grammatical des anciens dialectes karlouks.
L'islamisation des Qarakhanides et de leurs sujets turcs a joué un rôle important dans le développement de la culture turque. À la fin du Xe siècle - début du XIe siècle, pour la première fois dans l'histoire des peuples de langue turque, a été traduit un tafsir, un commentaire du Coran. À cette époque sont apparues des grandes œuvres littéraires turcophones : Connaissances bénies de Yusuf Khass Hajib, Divan d'Ahmed Yasavi, Dons de vérité d'Akhmad Yougnaki. Le philologue du XIe siècle, Mahmoud de Kachgar a jeté les bases de la linguistique turque. Il a également répertorié les noms de peuplades turques d'Asie centrale.
Le Dictionnaire des dialectes turcs, a été compilé par le même Mahmoud de Kachgar dans les années 1072−1074. Dans cet ouvrage, il présente les principaux genres du folklore turcophone, des chansons rituelles et lyriques, des légendes historiques (sur la légende d'Alexandre le Grand dans les régions de Turcs tchiguiley), plus de 400 proverbes, maximes et adages,,.
À la cour des Karakhanides, à Samarcande, s'est formé le centre scientifique et littéraire Marevannakhr. Les sources relatives à l'histoire de l'état Karakhanide n'ont pour la plupart pas été conservées. Seuls quelques titres d'ouvrages historiques ont été conservés. Les informations à ce propos ne nous sont parvenues que par des écrits d'auteurs arabes et persans réalisés en dehors du khanat. Le travail du seul historien karakhanide Mahmoud de Kachgar, intitulé Tarikhi Kachgar, n'est connu que par de petits extraits transmis par Djamal Karchi (ru) (XIIIe siècle).
L'un des érudits les plus célèbres était l'historien Madjid ad-din as Sourkhakati, qui a écrit à Samarcande Histoire du Turkestan, décrivant l'histoire de la dynastie des Karakhanides.

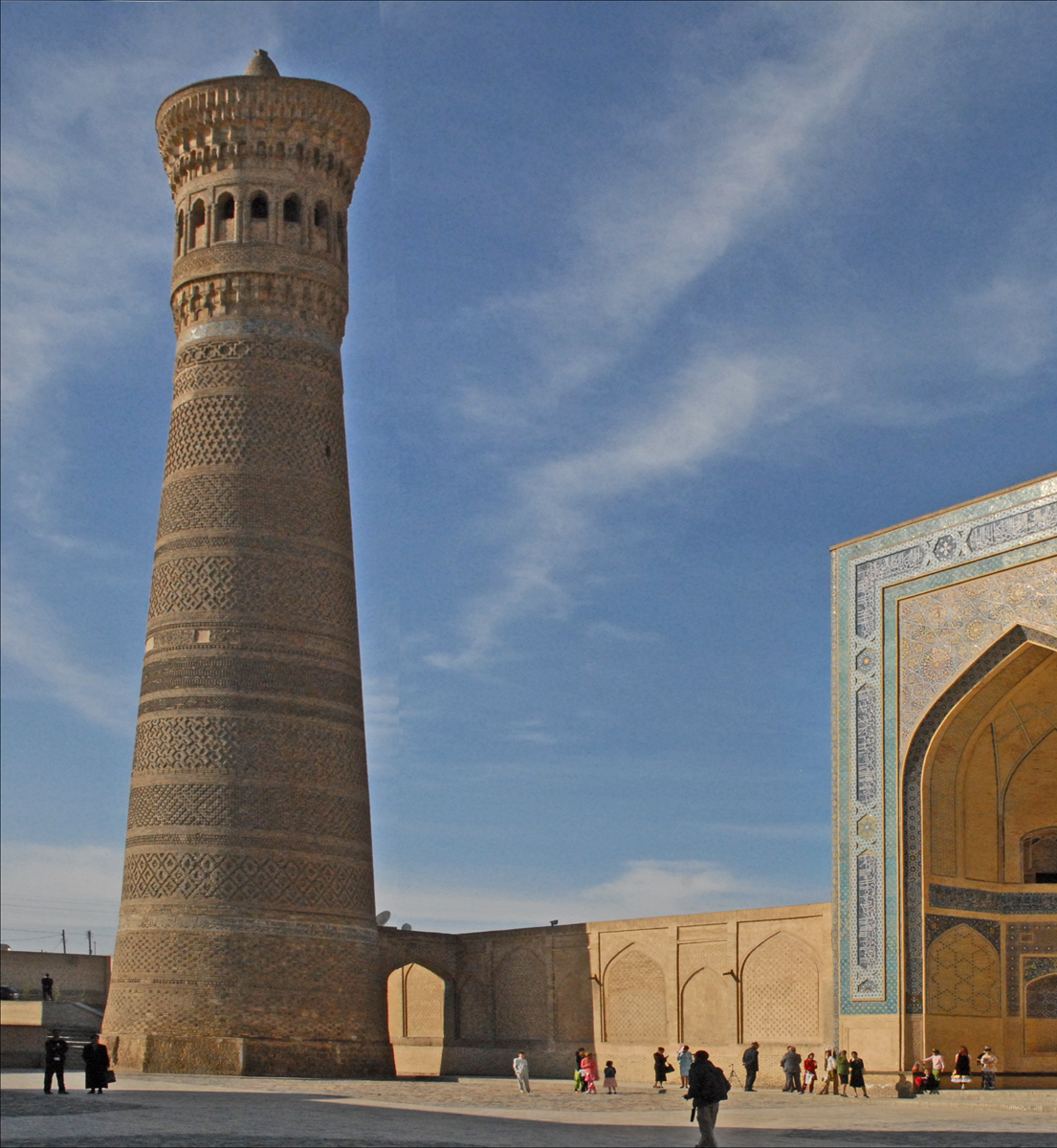
Le minaret Kalon, construit sur les fonds de Karakhanide Arslan-khan

Les Karakhanides ont édifié à Samarcande et à Boukhara plusieurs structures architecturales grandioses. Mais, contrairement à Boukhara où ont survécu jusqu'à nos jours ces monuments de l'époque Karakhanide (par exemple le Minaret Kalon), à Samarcande il ne subsiste plus que le minaret du complexe Chah-e-Zindeh. L'édifice le plus célèbre construit sous les Karakhanides à Samarcande est la médersa de Böritigin (en) datant de 1040, ainsi que le grand palais d'Ibrahim Hussein (1178—1202), qui selon les données historiques était entièrement décoré de peinture.
À l'époque des Karakhanides, vivait à Samarcande un éminent penseur d'Asie centrale, philosophe, théologien, juriste islamiste Burhan al-Din al-Marghinani (en) (1123-1197).
Le monument le plus frappant de l'époque des Karakhanides à Samarcande est le palais d'Ibragim ibn Hussein (ru) (1178-1202), construit au XIIe siècle. Lors de fouilles, des fragments de peinture monumentale ont été découverts. Sur le mur oriental était représenté un guerrier turc, vêtu d'un caftan jaune et tenant un arc. Il y avait aussi des chevaux, des chiens de chasse, des oiseaux et des péripatéticiennes.
Il existe aussi à Boukhara des monuments de l'époque des Karakhanides : le Minaret Kalon, la mosquée Magoki-Attari, la 
mosquée Namozgokh, le Mausolée Turk-i-Djandi. En 1119, sur les fondations de Namasgah, le Karakhanide Chams-al-mulh fit construire le nouveau bâtiment de la mosquée de fête, conservé et restauré jusqu'à nos jours.
À l'époque Karakhanide, sous le règne d'Arslan-khan (ru) (1102-1130), a été construit l'un ces chefs-d'œuvre de l'architecture de Boukhara, le minaret Kalon (1127-1129). Dans la partie sud-ouest de la ville, Arslan-khan racheta un quartier résidentiel et y construisit la mosquée du vendredi (achevée en 1121), connue sous le nom de mosquée Kalon, elle a été reconstruite au XVIe siècle.

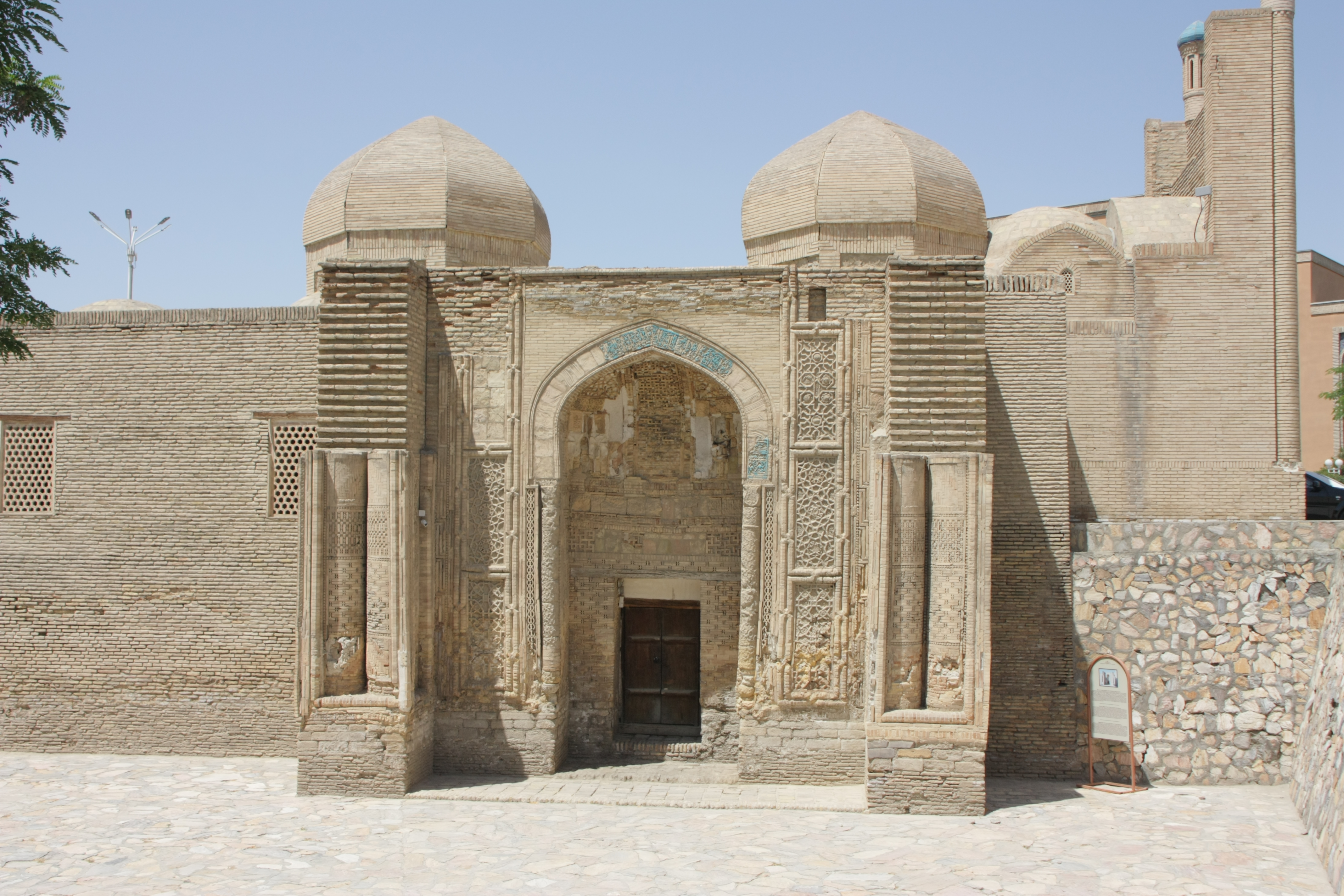
mosquée Magoki-Attari à Boukhara, époque des Qarakhanides.

Au XIIe siècle, l'oasis de Boukhara devint l'un des centres du soufisme en Asie centrale. L'un des soufistes de cette période était Abdul Khaliq Ghijduwani (en).
L'islamisation et la turquisation se reflètent dans la création d'œuvres littéraires, scientifiques et religieuses dans des traductions d'arabes vers le turc. Dans la bibliothèque Suliman d'Istamboul, est conservée un Coran avec une traduction en turc, réalisée à Khorezm et datée de (janvier — février 1363).
Un célèbre poète turc, écrivain de la fin du XIIIe siècle - début du XIVe siècle, est Rabghuzi (son véritable nom était Nasr ad-din, fils de Bourkhan ad-din). Son œuvre principale Récits de Rabgouz sur les prophètes (Kissai Rabgouzi, 1309-10) se compose de 72 récits sur des sujets religieux tirés de la Bible et du Coran.
Khafiz Khorezm (ru) est un autre poète turc illustre, qui, en 1353, écrivit en turc le poème Moukhabbat-name. Il subsiste également deux listes de poèmes anciens : le premier écrit en caractères ouïghours en 1432, et le second écrit en arabe en 1508-09. Ils sont tous deux conservés au British Museum.

## Développement de la culture à l'époque de Timour et des Timourides
Tamerlan se souciait beaucoup de la prospérité de son pays natal, la Transoxiane, et du relèvement de l'éclat de sa capitale Samarcande. Il a amené des maîtres artisans, des architectes, des entrepreneurs en construction, des bijoutiers, provenant des terres conquises afin d'équiper la ville principale de son empire, Samarcande, mais aussi la patrie de son père Chakhrisabz (Kech), Boukhara.

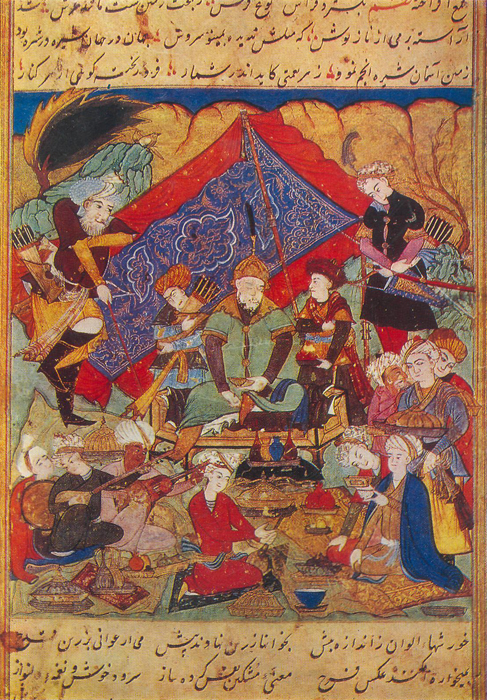
Timour à un festin à Samarcande

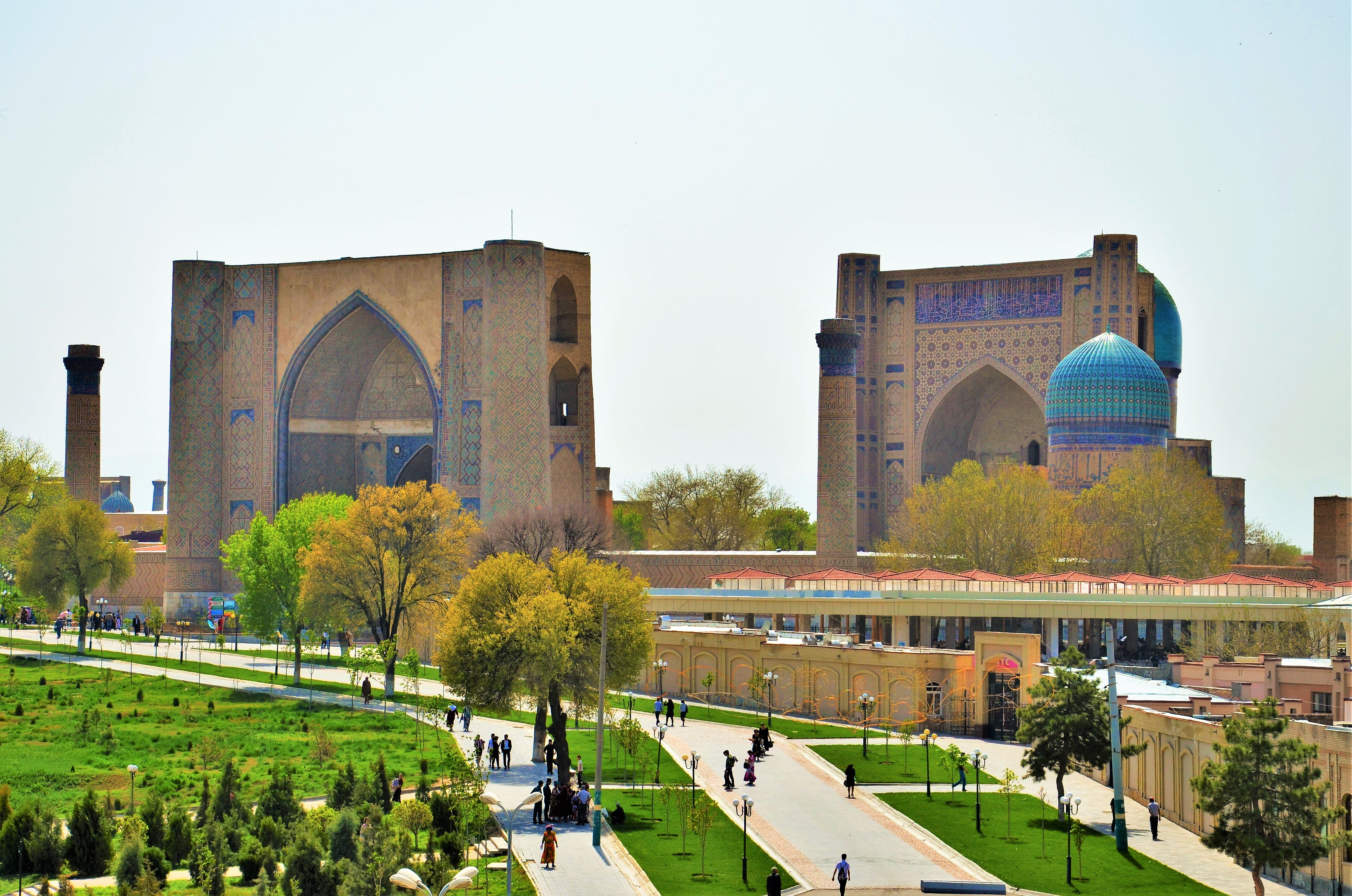
Mosquée Bibi Khanoum

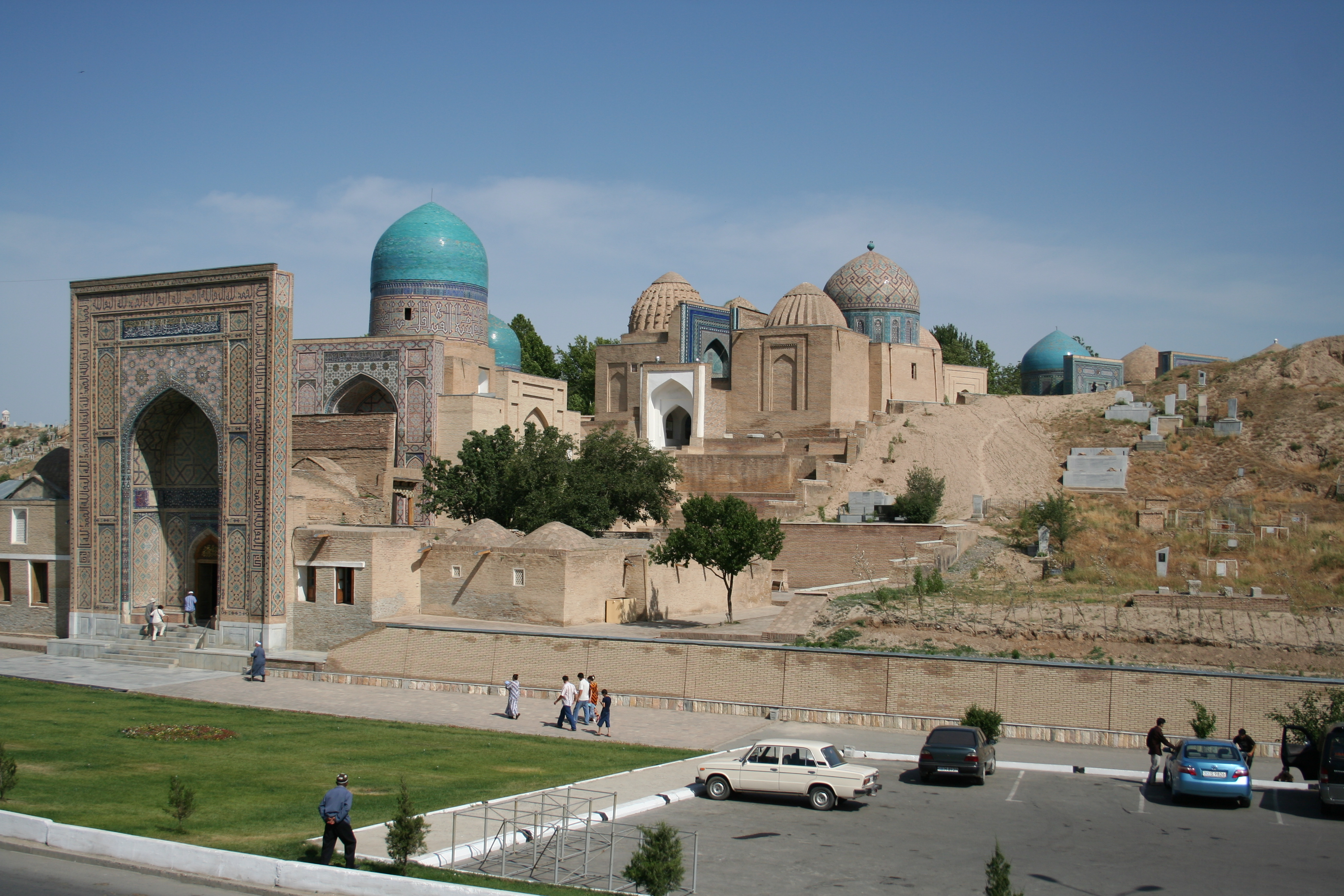
Mausolée Chah-e-Zindeh

En 1371, Tamerlan entreprend la restauration de la forteresse détruite de Samarcande, il adjoint six portes aux murs du Chakhristan (Cheikzade, Akhanine, Férouza, Souzangaran, Karizgakh et Tchorsou), et sous ses voûtes il élève quatre bâtiments de quatre niveaux parmi lesquels le palais Kouksaraï (ru), dans lequel est abrité le trésor public, des ateliers et une prison, ainsi que le Bouston-saraï, qui est la résidence de l'émir.
Timour accorde une grande attention au développement de la culture islamique et à l'embellissement des lieux sacrés pour les musulmans. Dans le mausolée Chah-e-Zindeh il érige des tombeaux sur la dernière demeure de ses parents, à la demande d'une de ses épouses, dénommée Touman aka est construite une mosquée, une demeure pour les derviches. Il élève aussi le mausolée Roukhabad (ru) (sépulture de Bourkhanindine Sogardji), et Gour Emir (sépulture de la famille des Timourides). À Samarcande, il fait aussi construire de nombreux bains, des mosquées, des médersas, des caravansérails, des refuges pour derviches.
Au cours des années 1378-1404, à Samarcande et dans les terres voisines, ont été plantés 14 jardins. Chacun de ceux-ci comprenait un palais et des fontaines. Dans ses écrits sur Samarcande, l'historien Khafizi Abrou écrit : « Samarcande était construite auparavant en argile et a été reconstruite en pierre ». Les complexes de parcs de Timour ont été ouverts au public ordinaire et les gens y passaient leurs jours de repos. Aucun de ces palais n'a survécu jusqu'à nos jours.
Dans les années 1399-1404, à Samarcande est construite la mosquée principale en face de la médersa. La mosquée s'est appelée plus tard Bibi Khanoum (qui signifie grand-mère en turc).
Sous Timour, la ville de Chakhrisabz a été réaménagée sur base de la ville ancienne en ruine, des structures défensives, des sépultures de saints, de palais majestueux, de mosquées, de médersas, de sépultures. Timour s'est aussi préoccupé de la construction de bazars et de bains.
Depuis 1380 jusqu'à 1404 a aussi été construit Ak Saray. En 1380, c'est le tombeau familial de Dar-ous-saadat qui est construit. En 1388, la ville de Charoukhia est reconstruite alors qu'elle avait été détruite lors de l'invasion de Gengis Khan.
L'État créé par Tamerlan s'est avéré instable et, après sa mort en 1405 il s'est peu à peu effondré. En 1405, son petit-fils, fils de Miran Shah - Khalil Sultan s'est installé au pouvoir en Transoxiane. Le plus jeune fils de Timour, Chahrokh (1409-1447) a réussi à conserver le Khorassan, l'Afghanistan et la Transoxiane. Il a déplacé sa capitale à Hérat, et a nommé gouverneur de Samarcande son fils Ulugh Beg, un éminent érudit, ce qui a provoqué le mécontentement du clergé conservateur.
Dans les années 1417-1420, Ulugh Beg a fait construire une médersa à Samarcande, qui est devenue le premier bâtiment de l'ensemble architectural Régistan. Dans cette médersa Ulugh Beg a invité de nombreux savants astronomes et mathématiciens du monde islamique. Deux autres médersas ont été construites à Guijdouvan (en) et Boukhara. Sur le portail de cette dernière le hadîth du prophète Mahomet est conservé: « La recherche de la connaissance est le devoir de tout musulman et de toute musulmane ».
Sous Ulugh Beg, Samarcande est devenue l'un des centres mondiaux de la science au Moyen Âge. C'est là qu'à la première moitié du XVe siècle, toute une école scientifique a vu le jour, réunissant des astronomes et des mathématiciens de renom. À Samarcande, à la même époque, vivait l'historien Khafiz-i-Abru, qui a écrit un travail remarquable sur l'histoire de l'Asie centrale, mais aussi le célèbre médecin Mavlono Nafis, les poètes Sirajiddine Samarkandi, Sakkaki (ru), Loutfi (ru), etc.

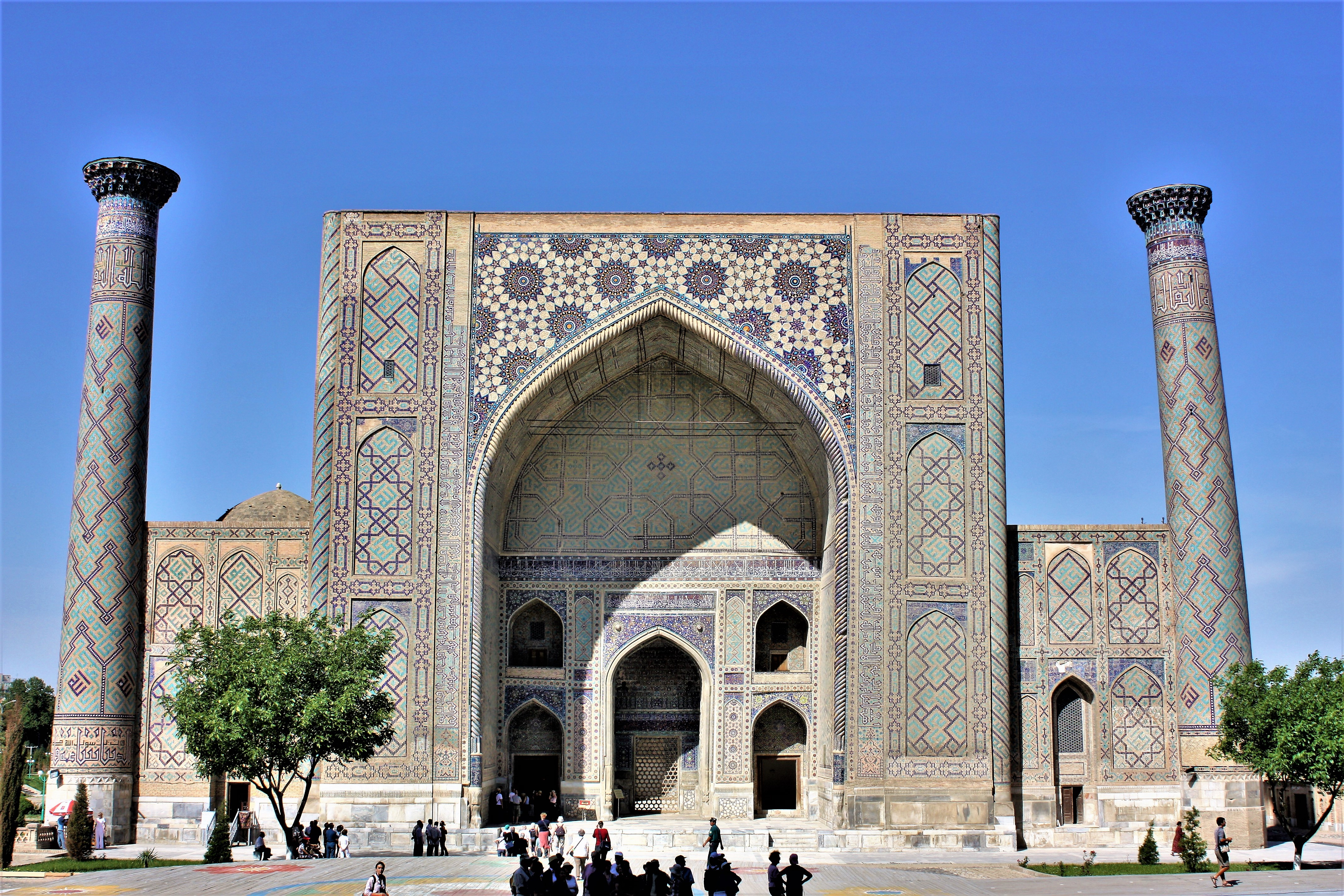
Médersa d'Ulugh Beg sur la place Registan

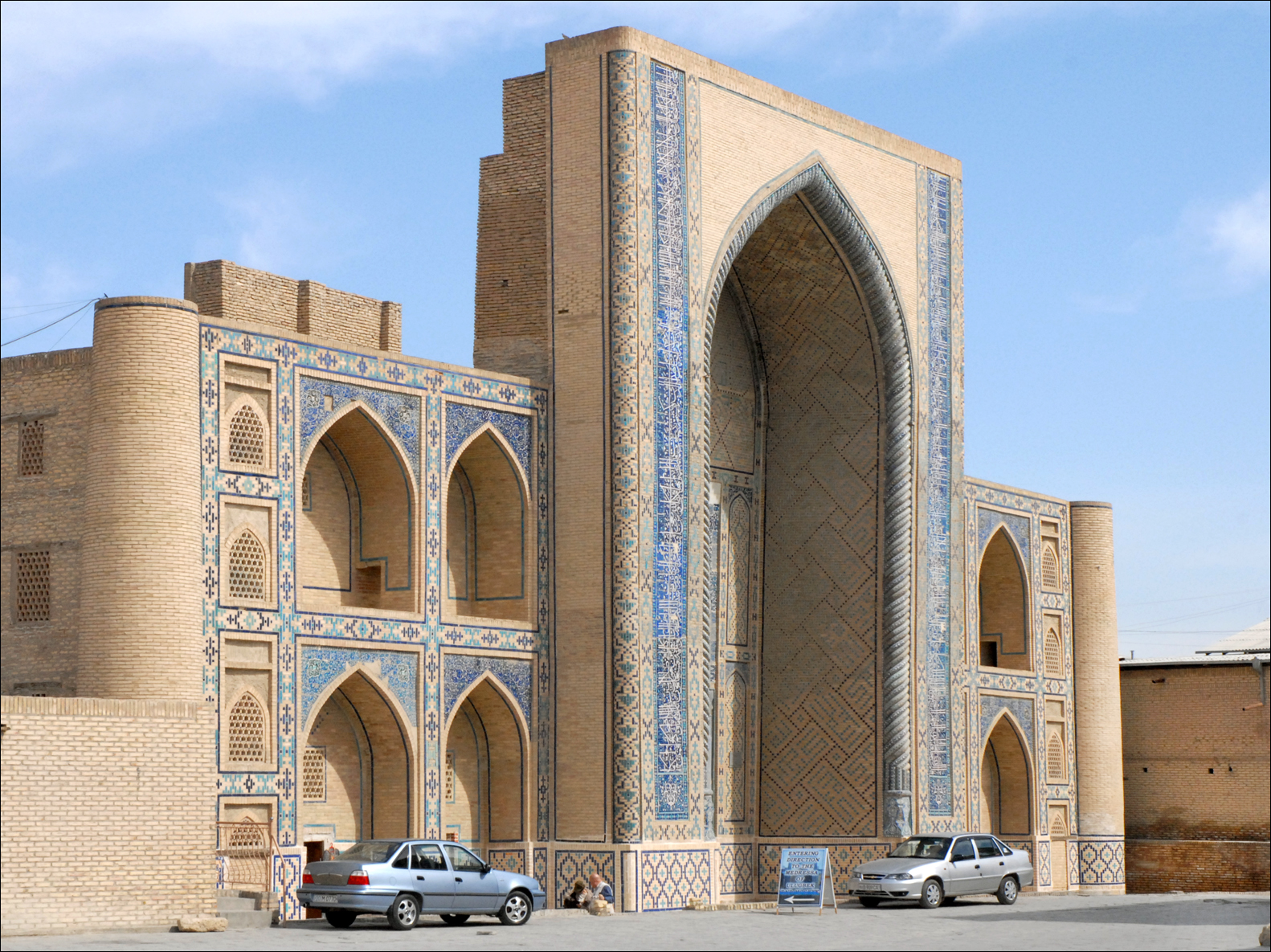
Médersa d'Ulugh Beg (Boukhara)

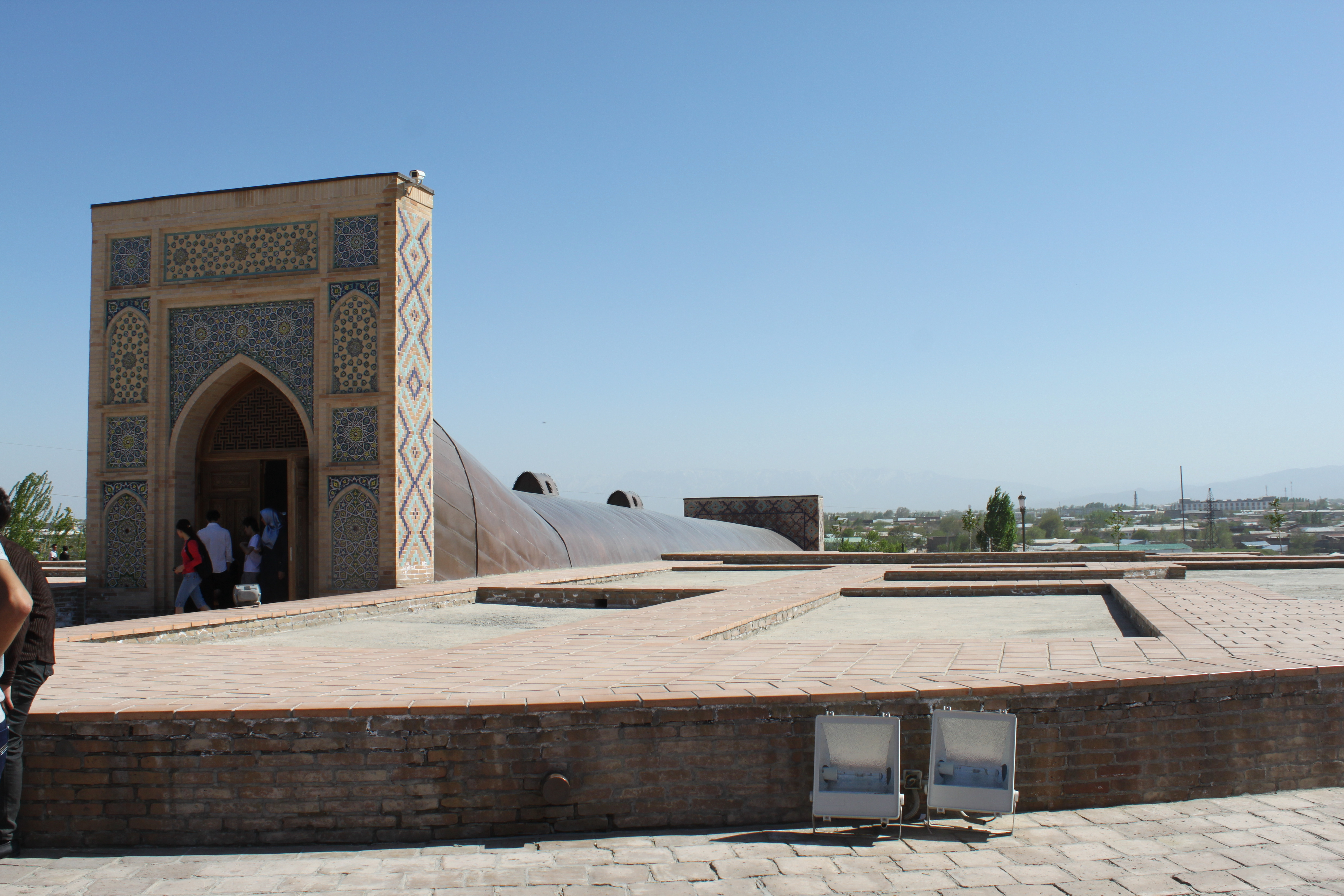
Observatoire astronomique d'Ulugh Beg à Samarcande

Ulugh Beg avait comme centre d'intérêt principal dans le domaine de la science l'astronomie. En 1428, est achevée la construction de l'observatoire astronomique d'Ulugh Beg, dont l'instrument principal était un mur sextant d'un rayon de 40 mètres qui n'avait pas d'équivalent dans le monde. Le travail scientifique principal d'Ulugh Beg est son ouvrage « Nouvelles tables astronomiques de Gouragan ». L'auteur l'a achevé en 1444, après 30 ans de travail minutieux d'observations astronomiques. Cet ouvrage fut traduit en latin et avec l'Almageste de Claude Ptolémée et les tables alphonsines du roi catholique Alphonse X devint un guide d'astronomie dans tous les observatoires d'Europe.
La précision de ces tables dépassait tout ce qui avait été réalisé auparavant en Orient et en Europe. Ce n'est qu'au XVIIe siècle que Tycho Brahe a réussi à atteindre une précision comparable aux observations de Samarcande, puis à la surpasser.
La Renaissance Timouride en littérature est représentée par la poésie de Lioutfi, Saïd Akhmed et Mir Alicher Navoï, qui a écrit en tchaghataï des œuvres de genre ghazal et rubaï, inclus dans des diwans. L'amour dévorant et non partagé (Makhabbat) ainsi que l'édification morale sont devenus des thèmes fréquents de poésie. Même le récit historique pouvait prendre une forme poétique dans le dastan.
L'un des poètes de la fin du XIVe siècle - début du XVe siècle était le poète ouzbek Doubrek (ru), représentant majeur de la littérature ouzbèke de cette époque. De l'héritage de Doubrek, le poème amoureux romantique a été conservé dans deux manuscrits intitulés Youssouf et Zouleïka (en) en langue tchaghataï.
C'est à l'époque des Timourides qu'une grande attention a été accordée au développement de la langue turque. Le poète turc Alicher Navoï a écrit:

« La richesse de la langue turque est prouvée. Les poètes talentueux provenant de milieux populaires ne doivent pas révéler leurs capacités en persan. S'ils sont capables de le faire dans les deux langues il est préférable qu'ils écrivent plus leurs versets dans leur propre langue. Et plus loin: « Il me semble que j'ai établi des grandes vérités à l'égard des gens dignes du peuple turc, et ceux-ci, ayant appris la véritable force de leurs expressions et de leurs discours, se sont débarrassés des critiques dédaigneuses à l'encontre de leur langue et de leurs discours de la part de ceux qui composent leurs vers en persan. »

## Développement de la culture à l'époque des khanats ouzbeks desChaybanideset desAstrakhanides
En 1500 le territoire de l'Ouzbékistan a été envahi par les guerriers de Mohammad Chaybani, qui a fondé un nouvel état Ouzbek avec Samarcande comme capitale. Selon les historiens orientaux faisant autorités, Chaybani était un chef d'État et un chef de guerre de niveau culturel des gens instruits de son époque.

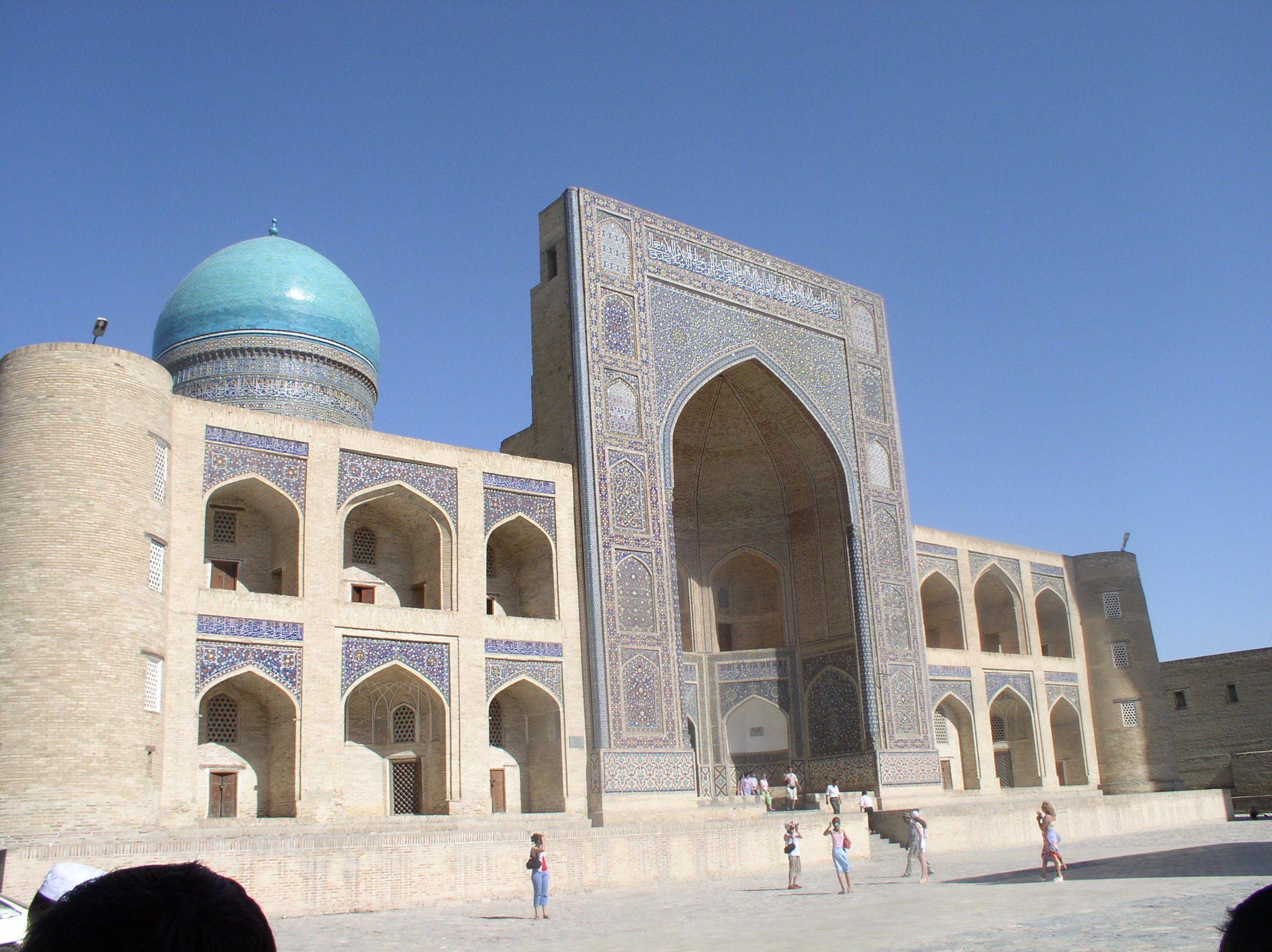
Médersa Mir-i Arab, Boukhara, années 1530

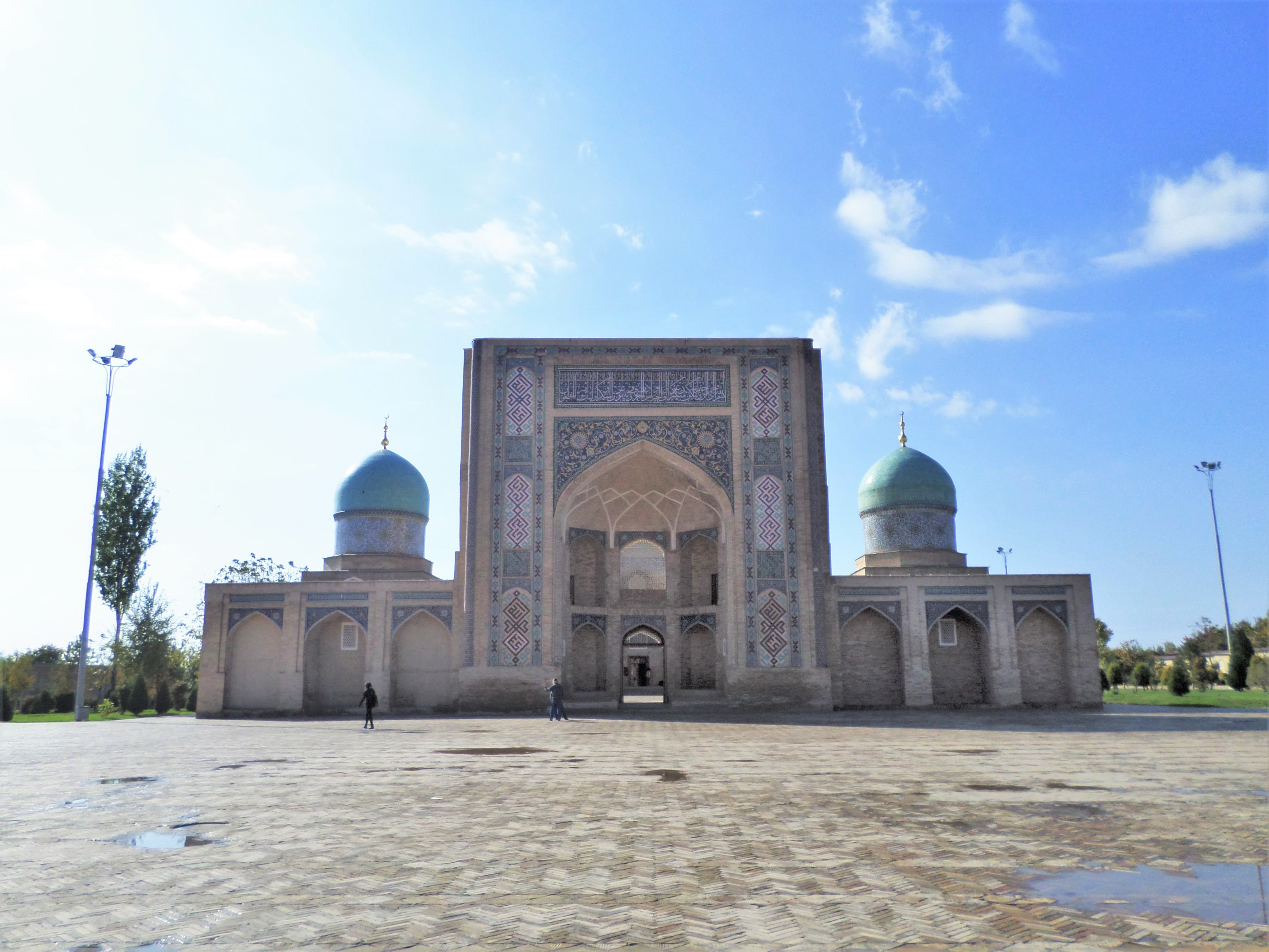
Médersa Barak-Khan à Tachkent, années 1540

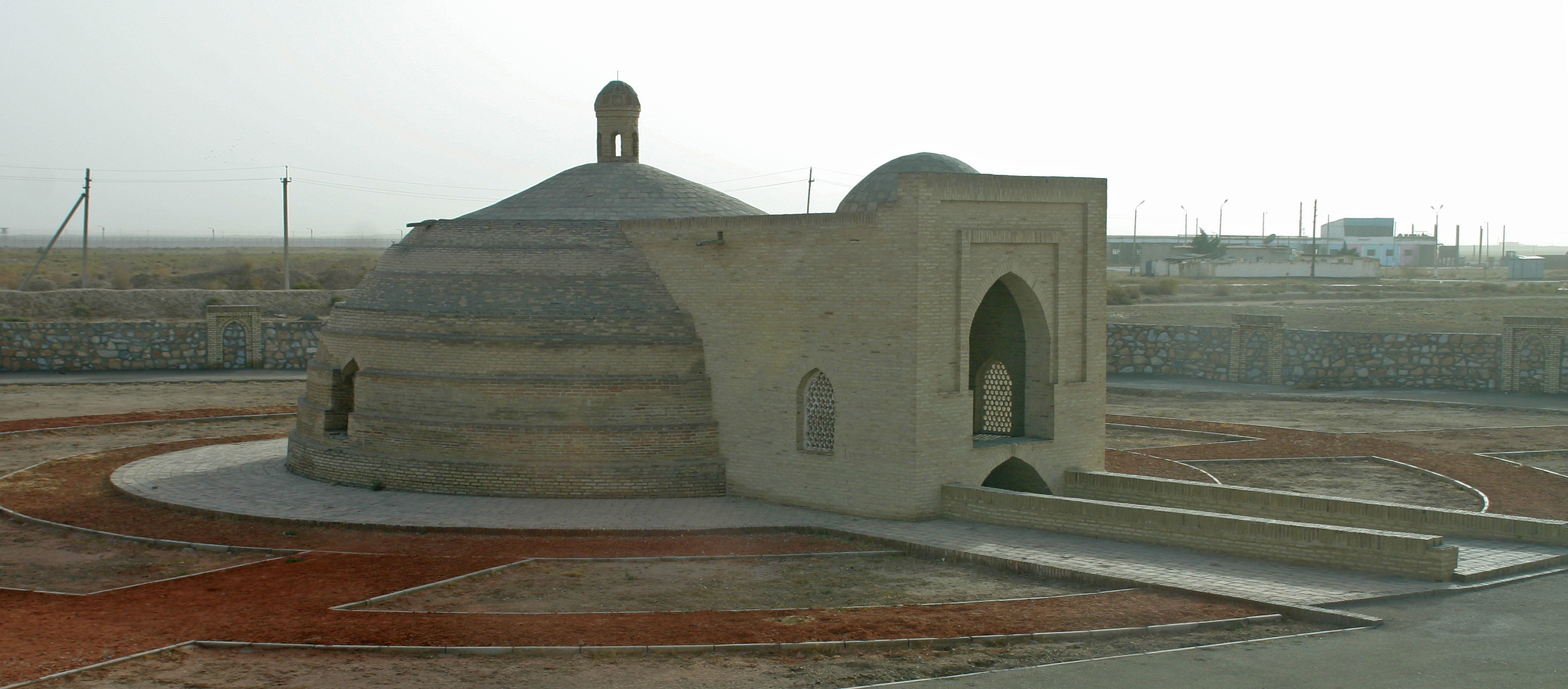
Réservoir d'eau Abdullah Khan près de Kermine (XVI)

Dans la capitale de l'État, à Samarcande, Chaynabi a ordonné la construction d'une grande médersa, où il participait à des discussions scientifiques et religieuses. La première datation relative à cette médersa remonte à 1504, lorsque Muhammed Salikh écrit que Chaybani a construit cette médersa pour perpétuer le mémoire de son frère Makhmoud-soultan. Fazlallakh ibn Rouzbikhan (ru) écrit, concernant la médersa, que sa construction a été achevée vers 1509.
La médersa de Chaybani khan (ru) disposait d'une bibliothèque. Les fonctions de bibliothécaire consistaient à mettre les livres à disposition, à les restaurer, à en acheter de nouveaux, et encore d'attester qu'ils proviennent du fondateur d'une waqf.
Fazlallakh ibn Rouzbikhan dans son ouvrage Mikhmon-namei Boukhara, exprime son admiration devant le bâtiment majestueux de la médersa de Chaybani-khan, sa couverture dorée, sa cour spacieuse, et cite des versets vantant sa beauté. Et Zaïn ad-din Vassifi (ru), qui visita la médersa Chaybani-khan quelques années plus tard, écrit dans ses mémoires que la véranda, le hall et la cour étaient spacieux et magnifiques.
Chaybani-khan a écrit des poèmes sous le pseudonyme de Chibani. Son recueil de poèmes, écrit en langue littéraire turque d'Asie centrale, se trouve actuellement dans le fonds de manuscrits du Palais de Topkapı à Istanbul. Il comprend 192 pages.
Des instructions relatives à sa production philosophique et religieuse se trouvent dans son ouvrage Bakhr oul-khouda, écrit en langue turque littéraire en 1508, et qui se trouve aujourd'hui à Londres. Chaybani-khan a utilisé divers ouvrages de théologie pour écrire son essai. Il traite de questions religieuses, il expose sa conception des fondements de l'islam : le repentir des péchés, la manifestation de la miséricorde, l'accomplissement de bonnes œuvres. Chaybani-khan montre une excellente connaissance des rituels musulmans et des devoirs quotidiens des musulmans.
Selon certains historiens, Chaybani-khan est l'auteur de l'ouvrage historique Tavarikh i housrat-name (ru).
Chaybani-khan est également l'auteur d'un ouvrage daté de 1507, intitulé Risale-yi maarif-i Cheibani, rédigé en langue turque d'Asie centrale, le tchagataï. Il est dédié à son fils Muhhamad Timour Sultan, et le manuscrit est conservé à Istanbul. Cet essai parle de la nécessité de connaître les lois de l'islam et de l'avantage que cela représente pour les dirigeants. Il se révèle encore dans cet ouvrage un adepte des enseignements soufis d' Akhmad Yassav.
Chaybani-khan étant lui-même poète, a réuni d'autres poètes et des scientifiques de talent à sa cour. Parmi eux on peut citer les poètes Kamal ad-din Binai (ru) et Mouhammed Salikha (ru) et d'autres qui sont devenus auteurs de poèmes dédiés à Chaybani-khan lui-même. La répression organisée en Iran et en Khorassan contre les sunnites par le chah Ismaïl Ier a conduit à la fuite d'intellectuels sunnites vers la Transoxiane. Parmi ceux-ci se trouvaient l'historien, poète et penseur persan Fazlallakh ibn Rouzbikhan (ru), auteur de l'ouvrage Livre de l'invité de Boukhara ainsi que le poète et écrivain Vassifi (ru). S'est trouvé également à la cour de Chaybani-khan le peintre miniaturiste exceptionnel Behzad, qui a peint son portrait.
En 1502, sur ordre de Chaybani-khan, un pont en briques cuites a été construit sur la rivière Zeravchan. Les vestiges de ce pont, sous forme d'une arche unique en brique ont subsisté jusqu'à aujourd'hui. À Karchi, a également été édifié un grand château sur l'ordre de Chaybani-khan.
Sous le règne de son neveu Ubaid-Allah Shah, en 1533, la capitale fut déplacée à Boukhara. Pendant le règne d' Oubaydouly-khan (1533-1539), malgré la situation militaire et politique difficile, une grande attention est accordée au développement de la science et de la culture. Depuis 1512, vécu à Boukhara le savant réputé Fazlallakh ibn Isphahani (ru), qui écrivit en 1514 le livre Soulouk al-moulouk(Règles de conduite des souverains).
Le mode de vie culturel de la Transoxiane sous les Chaybanides a conservé les mêmes traits que sous les Timourides. La littérature a continué de se développer en langue turque, persane et en partie en arabe. À partir du règne des premiers khans Chaybanides, le désir d'écrire dans l'ancienne langue ouzbek s'est développé, ce qui s'est reflété dans les ouvrages d'histoire notamment. En 1519, sur instruction personnelle du khan Köchkunju, Mouhammad-Ali-ibn Dervich-Ali Boukari traduisit du persan en vieil ouzbek Zafarnameh de l'auteur Sharaf ad-Din Ali Yazdi, et plus tard Jami al-tawarikh de Rashid al-Din,,,. Köchkunju écrivait lui-même des poèmes en langues turciques.
Sous les Chaybanides (1500—1601), puis sous leurs successeurs, les Djanides (1601—1747), l'histoire de Boukhara consiste en de nombreuses guerres intestines avec la Perse et le Khwarezm.
Parmi les Chaybanides, Abdullah Khan est particulièrement remarquable tant il s'est occupé avec zèle de la prospérité et du bonheur de son peuple. Au cours de ses 40 ans de règne il a fait construire de nombreux établissements d'enseignement, des mosquées, des bains, des caravansérails, des ponts, et aussi planter des jardins ombragés dans les principales villes du khanat. Il a organisé un service postal, a développé l'agriculture, le commerce et les sciences. Son nom est toujours populaire à Boukhara où on lui attribue beaucoup d'anciens monuments.

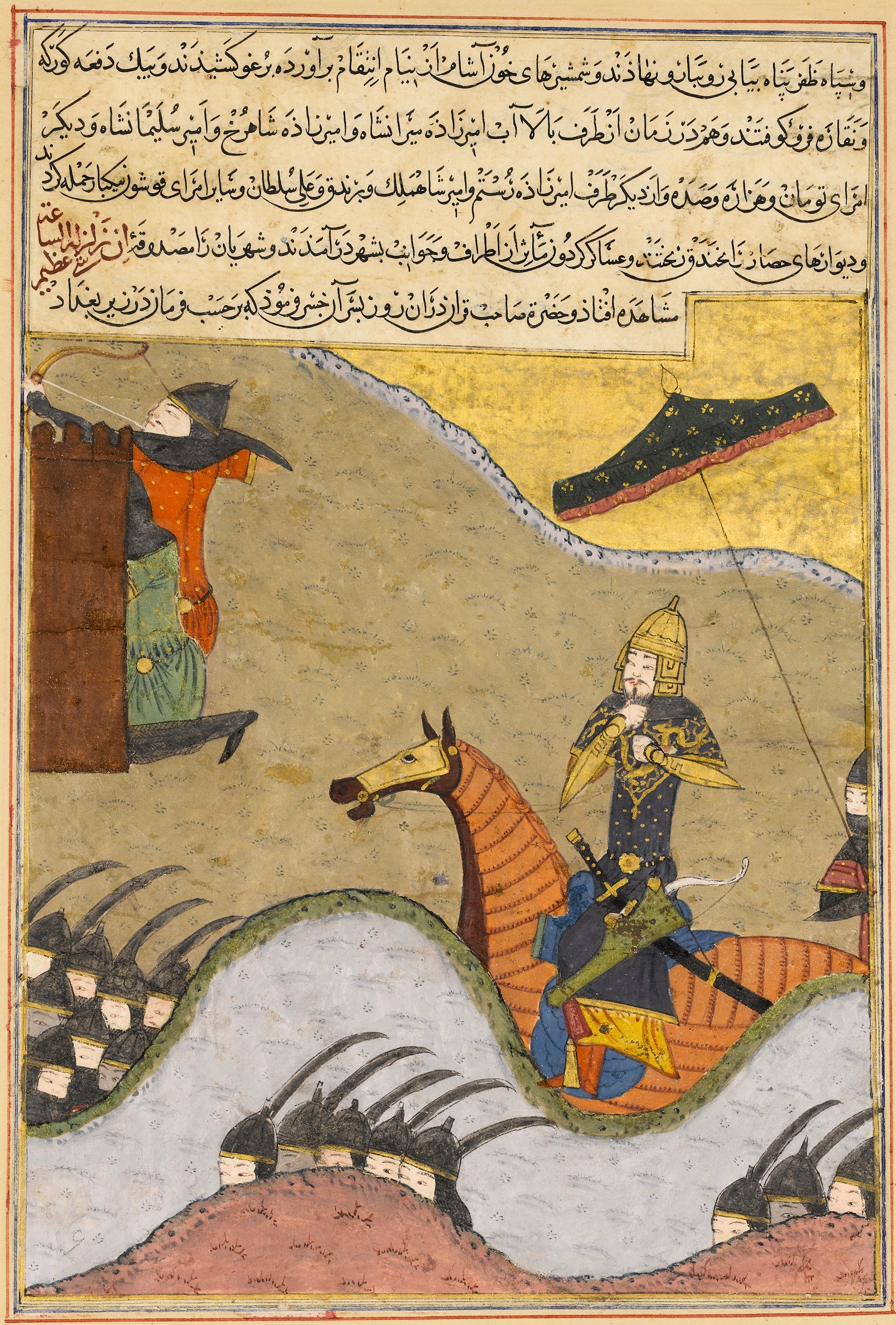
Conquête de Bagdad Zafarnameh, 1621

Sous le règne d'Abdoulah-khan, est construite la médersa Validaï Abdoul Aziz-khan à Boukhara et la médersa Tilla Kari à Samarcande. Les Boukharans qualifiaient leur khan de courageux, généreux, amoureux de la science. Il avait constitué une belle bibliothèque de manuscrits. Soubkhankouli-khan (en) était l'auteur de plusieurs ouvrages de médecine et d'astrologie. Sur la médecine, il écrivait en turc d'Asie centrale. Une des listes de ses manuscrits est conservée à la bibliothèque de Budapest. Soubkhankouli-khan aimait la poésie et écrivait des poèmes sous le pseudonyme de Nichoni. Sous son règne des médersas ont été construites à Boukhara, à Balkh, et la médersa-hôpital Dour-Ouch-Chifo (ru). En 1621, à Samarcande, a été transcrit et illustré de magnifiques miniatures Zafarnameh, de Sharaf ad-Din Ali Yazdi. 
Un historien et géographe bien connu du XVIIe siècle Makhmoud ibn Vali (ru), est un descendant d'un théologien et mystique islamique d'Asie centrale, représentant du soufisme, cheikh de la confrérie Naqshbandiyyas sous le nom de Makhdoumi Azam (ru). Il est l'auteur d'un traité encyclopédique, écrit entre 1634 et 1640 intitulé Bakhr al-asrar (ru) (mer de secrets concernant de nobles vertus). Le livre se compose de sept tomes, divisés chacun en 4 parties. Il traite de la cosmogonie, de l'astronomie, de la géographie, de l'histoire générale. Il est dédié aux Djanides Nadir Mouhammed (ru) (1594-1651).